# Загальна теорія множин
Зага́льна тео́рія множи́н (англ. General set theory — GST) — теорія множин, викладена Джорджем Булосом в його статті «Iteration again».

## Аксіоматика GTS
Ці три аксіоми також входять до аксіоматичної теорії множин Z.
Аксіома об'ємності (екстенсіональності)
Якщо дві множини мають одні і ті ж елементи, вони тотожні.
{\displaystyle \forall x\forall y[\forall z[z\in x\leftrightarrow z\in y]\rightarrow x=y].}
Дж. Булос вважав, що аксіома об'ємності має спеціальний епістемологічний статус, якого не мають інші аксіоми. Якщо хтось скаже, що існують різні множини з одними й тими ж членами, він переконає нас в тому, що використовує поняття відмінне від нашого. Це враження буде набагато більшим, ніж при запереченні ким-небудь іншої аксіоми. Тому виникає спокуса назвати аксіому об'ємності (екстенсіональності) «аналітичною», оскільки її значення визначається значенням понять, які входять в неї.
Аксіомна схема виділення (схеми специфікації)
Будь-якій множині x і властивості F відповідає множина y, елементами якої є ті і тільки ті елементи x, які володіють властивістю F.
{\displaystyle \forall F\forall z\exists y\forall x[x\in y\leftrightarrow x\in z\land F(x)].}
Аксіомою виділення створюються лише такі підмножини множини, існування яких гарантоване іншими аксіомами.
Хоча аксіома виділення відіграє важливу роль в обмеженні розміру великих кількостей і блокуванні ряду парадоксів, вона не дає того, що треба математиці.
Аксіома приєднання
Якщо x і y — множини, то існує така множина w, приєднання x і y, чиї елементи — тільки y і елементи x.
Неможливо розібрати вираз (SVG (MathML можна ввімкнути через плагін браузера): Недійсна відповідь («Math extension cannot connect to Restbase.») від сервера «http://localhost:6011/uk.wikipedia.org/v1/»:): {\displaystyle \forall x \forall y \exist w \forall z [ z \in w \leftrightarrow (z \in x \lor z=y)].}

## Виноски
1. ↑  Boolos G. «Iteration again»// Philosophical Topics 17: 5-21(1989). Перевидана в книгу Boolos G, Richard Jeffrey and John P. Burgess, eds. Logic, Logic, and Logic. Harvard University — 1998.
2. ↑  Див.: Boolos G. The iterative conception of set // Jour. of Philosophy. — 1971. — V. 68(8): 215—231.